# Asilo nido
Con asilo nido (anche detto nido d'infanzia) si intende la struttura educativa destinata ai bambini di età compresa fra i tre mesi e i tre anni, che precede l'ingresso alla scuola dell'infanzia, chiamata anche scuola "materna".

## Storia

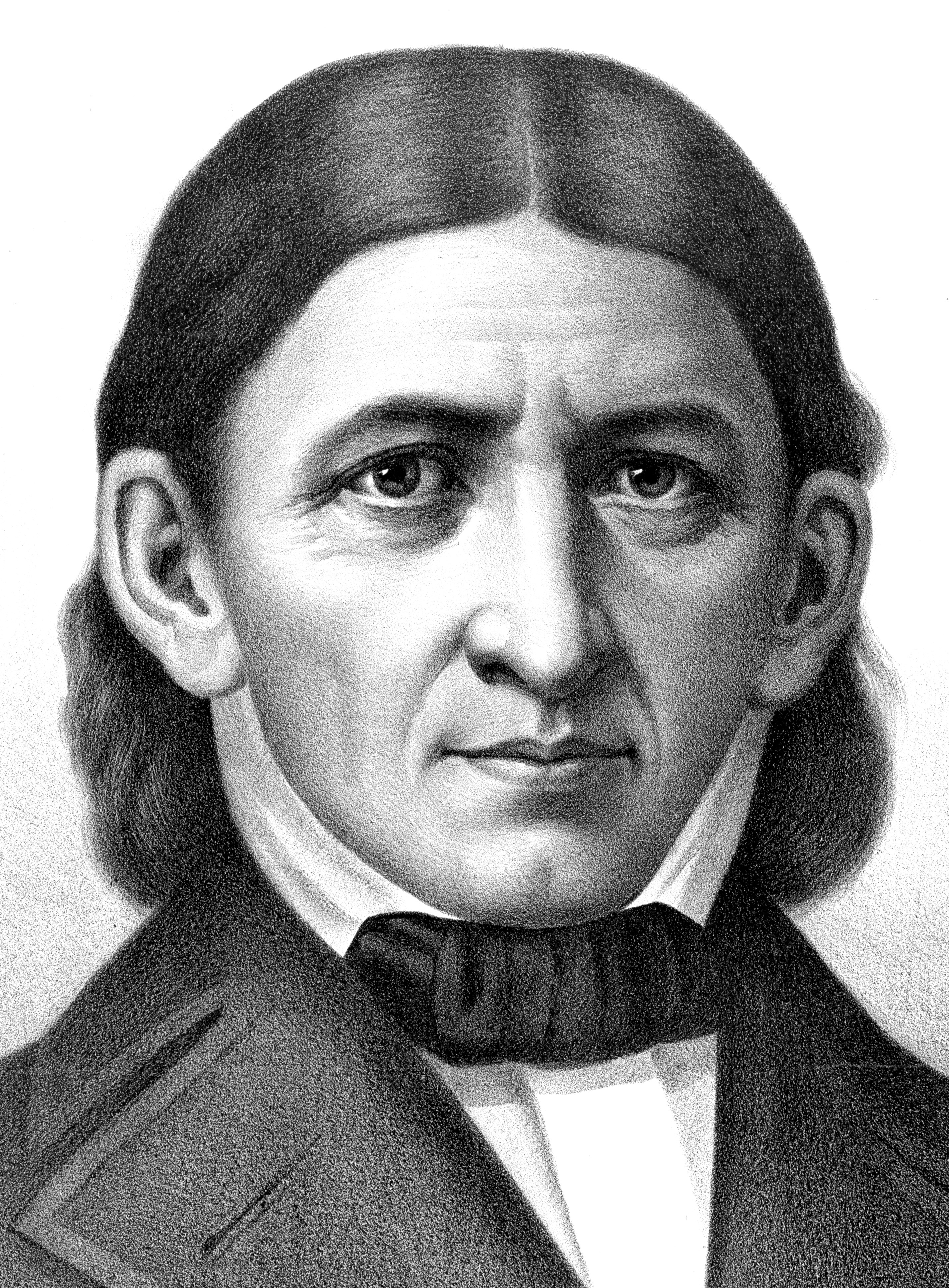
Friedrich Fröbel-Bardeen (1782-1852), inventore del giardino d'infanzia

Le esperienze originali riconducibili agli attuali asili-nido (e scuole per l'infanzia) risalgono al XVIII secolo e tra queste la prima è attribuita al filantropo e riformatore sociale Robert Owen, che aprì una scuola per l'infanzia a New Lanark, in Scozia. A Friedrich Fröbel è riconosciuta la paternità del nome "Kindergarten", con cui ribattezzò nel 1840 la sua "Scuola di giochi ed attività" fondata nel 1837 in Turingia (Germania). Le educatrici formate da Froebel aprirono Kindergarten in Europa e nel mondo.
In Italia, il 17 giugno 1850 a Milano, viene fondato il primo asilo nido "Ricovero per lattanti" per i figli delle operaie, istituzione laica e gratuita, grazie alla filantropa Laura Solera Mantegazza e a un gruppo di studiosi che denunciano il fenomeno dell'abbandono minorile. Altri asili nido verranno fondati successivamente a Milano e nella stessa città, grazie a questi interventi, verrà abolita nel 1868 la Ruota degli esposti, dove i bambini venivano abbandonati. Il regime fascista istituisce nel 1925 l'Opera Nazionale Maternità e Infanzia, che ha come obiettivi la difesa ed il potenziamento della famiglia e della natalità. L'opera sostiene le madri bisognose e indigenti, promuove la diffusione di conoscenze scientifiche riguardo alla puericultura e istituisce la creazione di asili nido, con carattere assistenziale, nelle fabbriche in cui lavorano più di 50 donne. Tra i primi esempi di asili nido aziendali, sostenuti da istituzioni fasciste, spicca l'asilo della Filanda Maiani di Forlì, che nasce (prima ancora dell'Opera Nazionale Maternità e Infanzia) il 1º marzo 1923, con l'appoggio del Fascio Femminile.
La legge che istituisce gli asili nido veri e propri è però del 1971 ed è la legge 1044/71, che definisce il nido come un "servizio sociale di interesse pubblico". La sua funzione è però ancora solo assistenzialistica e non viene fatto cenno alle potenzialità educative di un asilo nido.

## Descrizione

### Caratteristiche generali
L'asilo nido è una istituzione di carattere assistenziale ed educativo derivante da esigenze della società moderna: i genitori, pur avendo il diritto di usufruire di periodi di assenza dal lavoro per il primo anno di vita del bambino, hanno spesso difficoltà a provvedere all'assistenza del piccolo; qui si inserisce il nido, che viene loro in aiuto accogliendo minori dai tre mesi ai tre anni di età.
La capienza di ogni asilo dovrebbe corrispondere ad un massimo di 60-70 posti, mentre quella minima è di 25. Le zone in cui gli asili dovrebbero sorgere sono quelle a maggiore densità di popolazione. Le finalità dell'asilo nido sono sostanzialmente tre,
- Educative affiancando i genitori nella crescita dei loro figli, attraverso anche un Progetto Educativo stilato dagli operatori che comprende attività che cercano di soddisfare i bisogni dei bambini nel rispetto dei loro tempi di crescita;
- Sociali offrendo ai bambini un luogo di socializzazione e di relazione con gli altri bambini;
- Culturali in quanto offrono un modello culturale che non opera discriminazione nell'erogazione del servizio e sono inoltre luoghi di promozione della cultura dei diritti dell'infanzia.

### Elementi strutturali

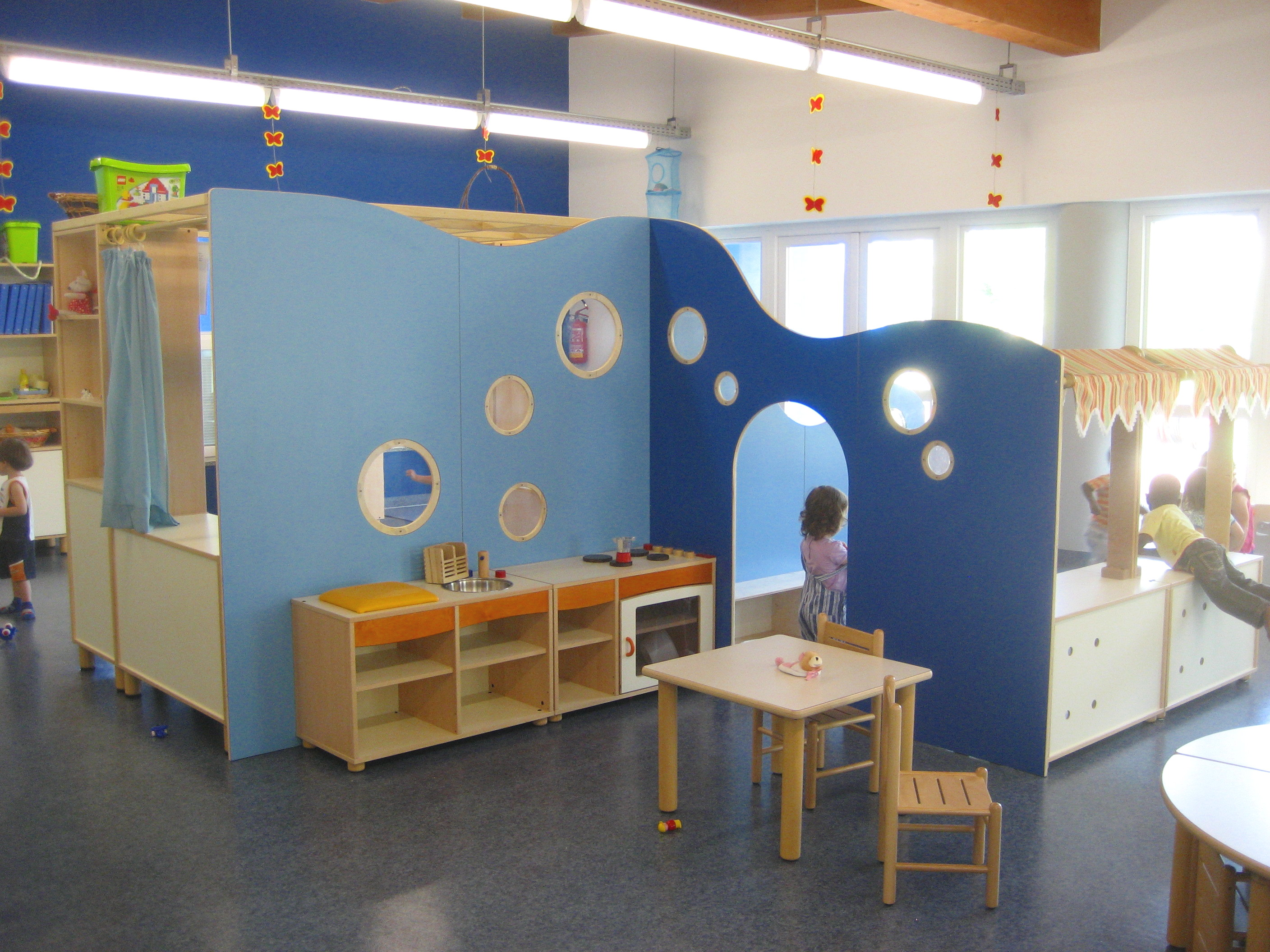
Una sezione di asilo nido: spazio per le attività

Gli asili sono normalmente realizzati in strutture preferibilmente monopiano di contenuta dimensione (difficilmente ospitano più di 60-70 bambini), realizzati su lotti autonomi con ampia area verde a disposizione.
Gli asili sono concepiti in funzione dello specifico progetto educativo; tra gli spazi essenziali si possono richiamare:
- Il vano d'ingresso con funzione di accoglienza (anche per i genitori) e filtro, e gli spazi comuni;
- Le sezioni (unità minime funzionali) per ciascun gruppo di bambini;
- Gli spazi di servizio generali, per gli operatori ed i genitori;
- Le aree esterne.

Le sezioni sono il cuore dell'asilo e sono normalmente divise tra lo spazio principale per il gioco e le attività e lo spazio per il riposo o per attività tranquille. Per quanto possibile, ogni sezione è in diretta continuità con le aree esterne (in genere per mezzo di grandi vetrate), anch'esse attrezzate per attività formative e ludiche; anche per questo motivo è preferito sviluppare le sezioni al piano terreno, allo stesso livello delle aree verdi circostanti.

## Tipologia
Esistono, ad oggi, diverse interpretazioni del servizio che offrono sul territorio nazionale analoghi supporti educativi nati dal servizio di asilo nido: nido famiglia, educatrice familiare, micro nido, nido aziendale, centro infanzia e nido integrato.
- Il micro nido corrisponde allo stesso tipo strutturale dell'asilo nido salvo contenersi con un massimo di 12/15 bambini (indipendentemente dalla norma regionale che ne determina il tetto massimo);
- Il nido famiglia (anche noto come Tagesmutter) si configura come un asilo "domiciliare" dove associazioni, organizzazioni e gruppi di mamme si auto-associano per costituire un asilo nido in casa;
- L'educatrice familiare corrisponde alla figura dell'educatore domiciliare;
- Il nido aziendale rappresenta il servizio asilo nido nelle aziende;
- Il centro infanzia è configurato come asilo nido associato ad una scuola dell'infanzia;
- Il nido integrato rappresenta l'asilo nido "integrato" alla scuola dell'infanzia e che accoglie bambini dai 18 mesi in poi.